# Motiv (likovna umetnost)
V umetnosti in ikonografiji je motiv element podobe. Izraz se lahko uporablja tako za figurativno in pripovedno umetnost kot za ornament in geometrično umetnost. Motiv se lahko ponovi v vzorcu ali dizajnu, pogosto večkrat, ali pa se pojavi le enkrat v delu.
Motiv je lahko element v ikonografiji določenega subjekta ali vrste subjekta, ki je viden v drugih delih, ali pa lahko tvori glavni subjekt, kot je običajno motiv gospodarja živali v starodavni umetnosti. Sorodni motiv soočeni živali je pogosto viden sam, lahko pa se tudi ponovi, na primer v bizantinski svili in drugih starodavnih tkaninah. Kadar je glavni predmet umetniškega dela, kot je slika, določena oseba, skupina ali trenutek v pripovedi, je treba to označiti kot »tema, predmet« dela, ne kot motiv, čeprav je ista stvar lahko »motiv« ko je del drugega predmeta ali del dekorativne umetnosti, kot je slika na vazi.
Ornament ali dekorativno umetnost je običajno mogoče analizirati na več različnih elementov, ki jih lahko imenujemo motivi. Ti se lahko pogosto, kot v tekstilni umetnosti, večkrat ponovijo v vzorcu. Pomembni primeri zahodne umetnosti vključujejo akant, jajčevnik ter različne vrste zvitkov.

## Nekaj primerov
Geometrija, ki se običajno ponavlja: meander, palmeta, rozeta, gul v orientalskih preprogah, akant, jajčevnik, niz biserov, simboli pakudos, svastika, adinkra.
Figurativno: gospodar živali, soočeni živali, velificatio, smrt in dekle, trije zajci, Sheela na gig, puer mingens. Pri Jezusovem rojstvu v umetnosti lahko kot »motiv« štejemo detajl prikazovanja spečega svetega Jožefa, ki je bil pogost v srednjeveških upodobitvah.
Številni dizajni v islamski kulturi so motivi, vključno s tistimi sonca, lune, živali, kot so konji in levi, rože in pokrajine. Motivi imajo lahko čustvene učinke in se uporabljajo za propagando. Pri ploskih tkanih preprogah čilim so motivi, kot je elibelinde z rokami na bokih, vtkani v dizajn, da izrazijo upe in skrbi tkalcev: elibelinde simbolizira ženski princip in plodnost, vključno z željo po otrocih.
Pennsylvania nizozemski hex znaki so znana vrsta motivov v vzhodnih delih Združenih držav. Njihova krožna in simetrična zasnova ter uporaba svetlih barvnih vzorcev iz narave, kot so zvezde, kompasne vrtnice, golobi, srčki, tulipani, listi in perje, so jih naredili zelo priljubljene.
Zamisel o motivu se je širše uporabljala v razpravah o literaturi in drugih pripovednih umetnostih za element v zgodbi, ki predstavlja temo.

## Galerija
- Kompozitni kapitel, katerega oblika vključuje motive akantovih listov in volut
- Elibelinde čilim motivi, ki simbolizirajo plodnost
- Sveti Jožef spi skozi rojstvo, apokalipsa samostana, ok. 1330
- Pensilvanski nizozemski motiv, znan kot šestnajstiški znak
- Gebel el-Arak z motivom Master of Animals na vrhu ročaja noža
- Sheela iz 12. stoletja na cerkvi v Kilpecku (Anglija)
- Modeli rozet iz Meyerjevega priročnika o ornamentih
- Ilustracija iz The Grammar of Ornament Egyptian št. 7 (plošča 10), slika št. 20
- Grški meandri na štedilniku v hiši iz Bukarešte (Romunija)
- Kartuša na neobaročni mestni hiši iz Bukarešte
- Art Nouveau maskaron nad vrati v Parizu
- Festoon, pogosto uporabljen okras v stari Grčiji, Rimljanu, baroku in neoklasici
- Paisley (design).
- Na stavbi v Parque das Nações v Lizboni
- Ilustracija iz Slovnice ornamenta (1856)
- Motiv v čipki
- Perzijski motiv v tekstilu
- Motiv rastline, Tadž Mahal

## Druga literatura
- Hoffman, Richard. Decorative Flower and Leaf Designs. Dover Publications (1991), ISBN 0-486-26869-1
- Jones, Owen. The Grammar of Ornament. Dover Publications, Revised edition (1987), ISBN 0-486-25463-1
- Welch, Patricia Bjaaland.  Chinese art: a guide to motifs and visual imagery. Turtle Publishing (2008), ISBN 0-8048-3864-X